# Інь-кажани
Інь-кажани (Yinpterochiroptera) — інфраряд або підряд рукокрилих ряду лиликоподібні (Vespertilioniformes). Таксон описаний лише в 2004 році.
До інь-кажанів належить, зокрема, родина Підковикові. Група є альтернативною до багатьох інших родин, включно з лиликовими, представники яких складають переважну кількість видів європейської фауни.